# Бранц, Василий Павлович
Василий Павлович Бранц — советский хозяйственный, государственный и политический деятель, Герой Социалистического Труда.

## Биография
Родился в 1936 году в селе Червоное. Член КПСС.
С 1957 года — на хозяйственной, общественной и политической работе. В 1957—1989 гг. — работник, бригадир комсомольско-молодежной бригады строительного управления № 3 треста «Востокметаллургмонтаж», мастер-инструктор на строительстве горного комбината в Иране, бригадир слесарей-монтажников Первого Новокузнецкого монтажного управления треста «Сибметаллургмонтаж» Министерства монтажных и специальных строительных работ СССР.
Указом Президиума Верховного Совета СССР от 17 июля 1981 года присвоено звание Героя Социалистического Труда с вручением ордена Ленина и золотой медали «Серп и Молот».
Делегат XXVII съезда КПСС.
Умер в Новокузнецке в 1989 году.